# Lettermetaal

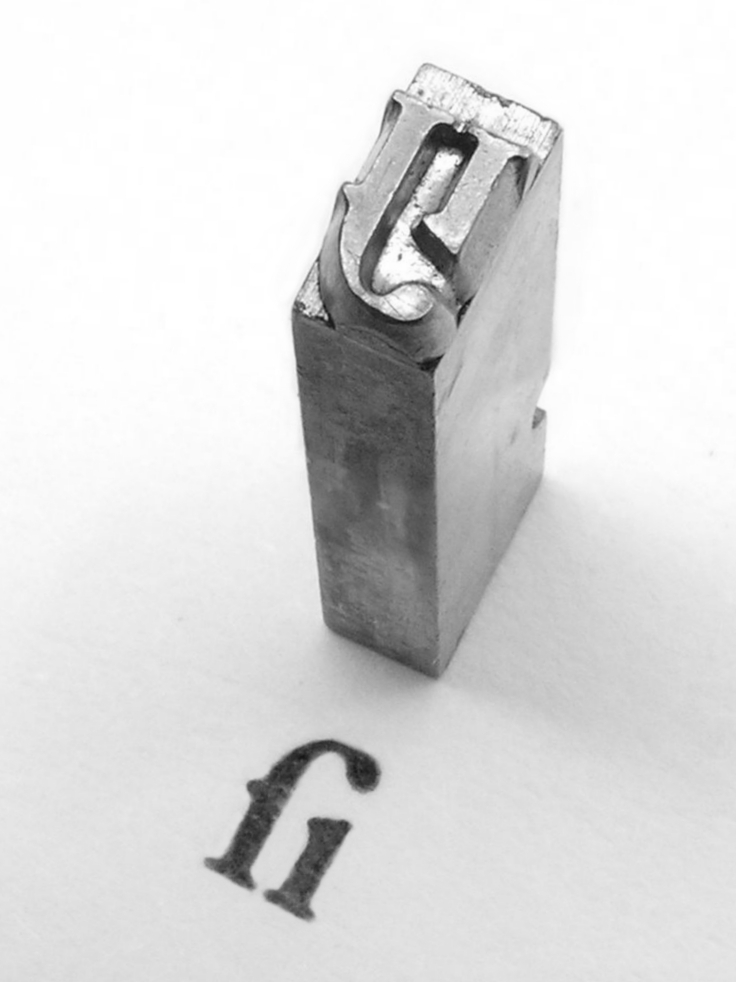
Een loden letter van de ligatuur ﬁ van lettermetaal in het lettertype Garamond 12p

Lettermetaal, letterspecie, letterspijs of letterlood is de legering waarvan loden letters worden gegoten. Naast 50-86% lood bestaat dit uit 11-30% antimoon en 3-20% tin.
De laatste twee elementen worden toegevoegd om de duurzaamheid te verbeteren en het verschil in uitzettingscoëfficient tussen legering en matrijs te verminderen. De verhoudingen verschillen naar toepassing, zoals handzetten of zetmachine.